# Fallowfield Stadium
Fallowfield Stadium war ein Leichtathletik- und Fußballstadion im Distrikt Fallowfield der englischen Stadt Manchester.
Es wurde 1892 als Heimstätte des Manchester Athletics Club erbaut. Außerdem spielte hier der Fußballklub Manchester Wheelers.
Bekanntheit bekam das Stadion 1893, als es Austragungsort des FA-Cup-Finales war. Das Finale zwischen den Wolverhampton Wanderers und dem FC Everton endete 1:0 für die Wanderers. Beim Spiel waren 45.000 Zuschauer anwesend, obwohl das Stadion nur für 15.000 Zuschauer ausgelegt war.
Im Stadion wurde auch eine Radrennbahn aus Asche erbaut, auf der 1919 die nationalen Radrennmeisterschaften und 1934 die Radsportwettbewerbe der British Empire Games ausgetragen wurden. Nach 1955 trug das Stadion zu Ehren des bekannten britischen Radsportlers den Namen Reg Harris Stadium, der die Bahn 1950 nach seinem Rücktritt vom aktiven Radsport erworben hatte und den Belag gegen rosafarbenen Zement austauschen ließ. 1976 wurde die Bahn erneut renoviert und der Belag erneuert.
In den Jahren 1897 und 1907 wurden die nationalen Leichtathletik-Meisterschaften in Fallowfield Stadium ebenfalls ausgetragen.
Es wurde auch Rugby Union im Stadion gespielt. Das allerletzte Länderspiel zwischen England und Schottland außerhalb Londons wurde 1897 auf diesem Platz ausgetragen.
1960 wurde das Stadion von der University of Manchester gekauft. 1994 wurde es abgerissen und ist heute der Richmond Park Halls of Residence.